# Rabala
Rabala es el nombre de una variedad cultivar de manzano (Malus domestica). Esta manzana es originaria de Galicia, está cultivada en la colección de árboles frutales y banco de germoplasma de Mabegondo con el Nº 182; ejemplares procedentes de esquejes localizados en Santa María de Roo, parroquia del municipio de Noya (La Coruña).

## Sinónimos
- "Manzana Rabala",[4][5]
- "Maceira Rabala".

## Características
El manzano de la variedad 'Rabala' tiene un vigor vigoroso. Tamaño grande y porte erguido.
Época de inicio de brotación a partir del 26 de abril y de floración a partir del 17 de mayo.
Las hojas tienen una longitud del limbo de tamaño medio, con la máxima anchura del limbo es media. Longitud de las estípulas es larga y la máxima anchura de las estípulas es ancha. Denticulación del borde del limbo es serrado, con la forma del ápice del limbo acuminado y la forma de la base del limbo es obtuso. Con subestípulas presentes.
Sus flores tienen una longitud de los pétalos es desconocido, con una anchura de los pétalos desconocido, disposición de los pétalos desconocido, con una longitud del pedúnculo desconocido.
La variedad de manzana 'Rabala' tiene un fruto de tamaño pequeño, de forma globoso-cónica, de color bicolor, con chapa salpicada, e intensidad media. Epidermis de textura suave, sin pruina en su superficie y con presencia de cera media. Sensibilidad al "russeting" (pardeamiento áspero superficial que presentan algunas variedades) muy poco sensible. Con lenticelas de tamaño mediano.
Los sépalos están dispuestos de forma completamente replegados, y libres en su base; su fosa calicina es profunda y de una anchura ancha. Pedúnculo de grosor grueso y de longitud corto, siendo la cavidad peduncular de una profundidad media y de anchura ancha. Con pulpa de color blanca, cuya firmeza es intermedia y su textura es intermedia; su jugosidad es intermedia, con sabor de acidez media-baja, y aromática.
Época de maduración y recolección desde el 19 de septiembre. 'Rabala' es una manzana que su destino es la conservación de esta variedad en el banco de germoplasma de Mabegondo como reserva genética.

## Susceptibilidades
- Oidio: ataque débil
- Moteado: ataque débil
- Raíces aéreas: no presenta
- Momificado: no presenta
- Pulgón lanígero: ataque débil
- Pulgón verde: ataque débil
- Araña roja: no presenta
- Chancro del manzano: no presenta.[3]